# Constantin Kousnetzoff
Pour les articles homonymes, voir Kouznetsov.
Constantin Pavlovitch Kousnetzoff (en russe : Константин Кузнецов, en transcription moderne: Kouznetsov), né à Jiolnino dans le gouvernement de Nijni Novgorod, près de Nijni Novgorod (Russie) le 22 août 1863 et mort le 30 décembre 1936 à Paris, est un peintre russe. Une partie importante de son œuvre est consacrée à la Bretagne.

## Biographie
Kousnetzoff est d'abord attiré, dans sa jeunesse, par la littérature et la musique. Longtemps, il joue et compose au piano. Il passe son enfance à la campagne, ce qui lui donne un goût profond pour la nature, qui marqua toute son œuvre artistique. Vers 1890, il fait un voyage à Saratov, le long de la Volga. La ville était à cette époque un foyer culturel régional important. Il fait la connaissance de Victor Borissov-Moussatov, chef de file du mouvement symboliste. Avec leur ami Alexandre Chervachidze, ils entreprennent un voyage à Paris. Ils y rencontrent notamment Fernand Cormon, un professeur réputé. Il fait ensuite quelques voyages en Angleterre, où il est enthousiasmé par les œuvres de Turner. Mais ce sont Monet et Pissarro qui deviendront ses véritables maîtres impressionnistes. Il va peindre en plein air à Barbizon, notamment avec Jean Peské.
En 1900, il entreprend son premier voyage en Bretagne, pour peindre « sur le motif ». Il y revient deux ans plus tard, séjournant notamment à Concarneau, et encore en 1908 à Saint-Cast. Puis il poursuit, en atelier, une œuvre symboliste tout en revenant souvent en Bretagne et en illuminant ses dernières années de production artistique à travers des paysages de Paris. C'est en Bretagne que l'art de Kouznetzoff s'épanouit, la nature y nourrissait son tempérament mystique.
En 1906 à Saint-Lunaire, en 1907-1908 à Saint-Cast, Cap Fréhel, de 1911 à 1918 au Val-André, en 1913 à Belle-Isle,  en 1919 à Saint-Lunaire, en 1921 à Kerfany en Moëlan, en 1922 à Étables et à Binic, en 1923 à Sauzon en 1926 au Val-André . « Il peindra en Bretagne, cent cinquante marines, près de trois cents paysages campagnards, plusieurs portraits brossés en plein-air, aucun paysage urbain, aucune nature morte ».
Des expositions lui ont été consacrées en 1984 au musée Carnavalet et en 1987 au musée des beaux-arts de Pont-Aven.

## Œuvres

### Galerie d'images

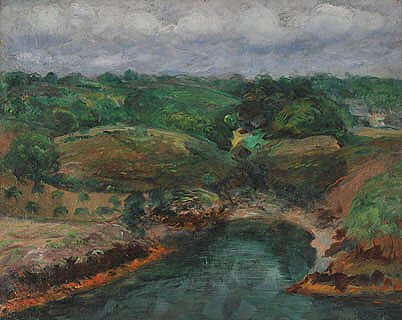
Le Bélon à Kerfany
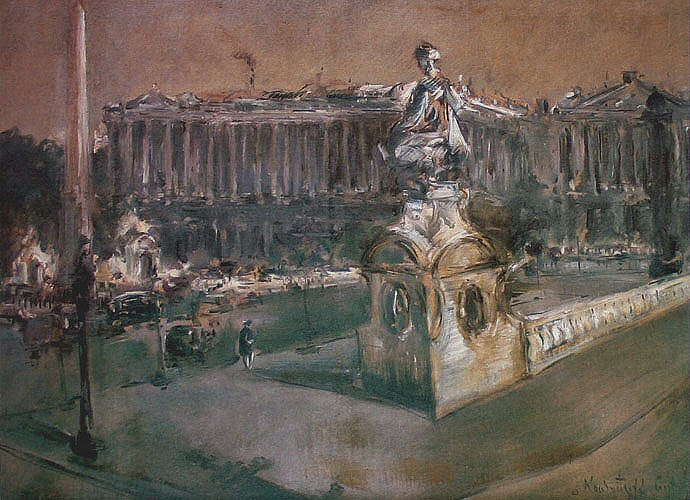
Place de la Concorde
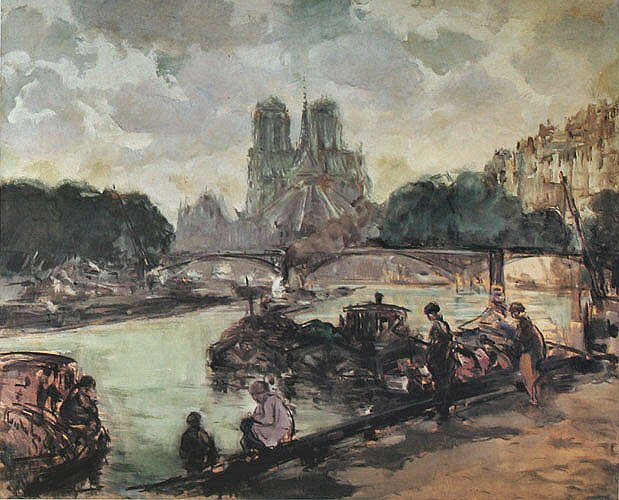
Matin clair sur Notre-Dame de Paris

### Autres œuvres
La liste ci-après est très incomplète :
- Les Pêcheurs de Concarneau (huile sur toile, 1900, collection particulière)
- Goulphar (huile sur toile, 1913, collection particulière)
- Le Verdalet, Val-André (huile sur toile, 1915, collection particulière)
- Les Pins à Kerfany (huile sur toile, 1921, musée des beaux-arts de Pont-Aven)
- La Mer à travers les pins. La baie vue de Kerfany (huile sur toile, 1921, musée des Beaux-Arts de Quimper)[6]
- L'Anse du Bélon ou La rivière du Bélon (huile sur toile, 1921, collection particulière)
- Le Port de Sauzon à la voile jaune (huile sur toile, 1923, collection particulière)
- Vue de Paris, Trocadéro (huile sur toile, entre 1863 et 1924, musée d'Orsay)[7]